# Rapanea kauaiensis
Rapanea kauaiensis là một loài thực vật có hoa trong họ Anh thảo. Loài này được (Hillebr.) O. Deg. & Hosaka miêu tả khoa học đầu tiên năm 1939.